# Orriule
Orriule ist eine französische Gemeinde mit 142 Einwohnern (Stand 1. Januar 2022) im Département Pyrénées-Atlantiques in der Region Nouvelle-Aquitaine (vor 2016: Aquitanien). Die Gemeinde gehört zum Arrondissement Oloron-Sainte-Marie und zum Kanton Orthez et Terres des Gaves et du Sel (bis 2015: Kanton Sauveterre-de-Béarn).
Der Name in der gascognischen Sprache lautet Aurriula.

## Geographie
Orriule liegt ca. 35 km nordwestlich von Oloron-Sainte-Marie in der historischen Provinz Béarn.
Umgeben wird der Ort von den Nachbargemeinden:
|         | Orion                                       | Ozenx-Montestrucq |
| Andrein | Kompassrose, die auf Nachbargemeinden zeigt | Castetbon         |
|         | Laàs                                        | Narp              |

Orriule befindet sich im Einzugsgebiet des Flusses Adour. Der Arriougrand, ein Nebenfluss des Saleys, durchquert das Gebiet der Gemeinde zusammen mit seinen Zuflüssen, Arriou de Commeigts und Arriou de Lalèbe. Außerdem bewässert der Arriou Tort, ein Nebenfluss des Gave d’Oloron, zusammen mit seinem Zufluss, dem Lourou, das Gemeindegebiet.

## Geschichte
Orriule entwickelte sich im Mittelalter in einem Netz von vielen Tälern. Aus diesem Grund waren Bauernhöfe und Häuser weit verstreut. 1385 gehörte das Dorf zur Bailliage von Navarrenx, und in der Volkszählung wurden 26 Haushalte gezählt, darunter der des Pfarrers und des Grundherrn. Im 17. und 18. Jahrhundert hatte der Grundherr namens Beuste d’Orriule einen Sitz in der Ständeversammlung des Béarn. Die Grundherrschaft unterstand wiederum dem Marquis de Gassion. Aufgrund der günstigen geografischen Lage mit zahlreichen Wasserläufen widmete sich die Gemeinde der Landwirtschaft. Gleichzeitig wurden Ton und Steine, genannt „Kalkstein von Lasseube“, aus dem Boden gewonnen. Das Zentrum der Gemeinde war bekannt durch die vielen Handwerker, u. a. Töpfer, Steinhauer und Steinmetze, die sich hier niedergelassen haben.
Toponyme und Erwähnungen von Orriule waren:
- Oriure (1385, Volkszählung des Béarn),
- Orriure (1399, Notare aus Navarrenx),
- Orriula (1544, Manuskriptsammlung des 16. bis 18. Jahrhunderts),
- Sanctus-Laurentius d’Orriola (1618, Veröffentlichungen des Bistums Oloron),
- Orrieule (1750 und 1793, Karte von Cassini bzw. Notice Communale),
- Orieulle (1801, Bulletin des Lois) und
- Orriule (1863, Dictionnaire topographique du département des Basses-Pyrénées).[4][5][6]

### Einwohnerentwicklung
Nach einem Höchststand der Einwohnerzahl von rund 530 in der Mitte des 19. Jahrhunderts reduzierte sich die Zahl bei kurzen Erholungsphasen bis kurz nach der Jahrtausendwende auf 125 Einwohner, bevor ein moderates Wachstum einsetzte.
| Jahr      | 1962 | 1968 | 1975 | 1982 | 1990 | 1999 | 2006 | 2009 | 2022 |
| --------- | ---- | ---- | ---- | ---- | ---- | ---- | ---- | ---- | ---- |
| Einwohner | 171  | 167  | 167  | 166  | 150  | 131  | 125  | 139  | 142  |

## Sehenswürdigkeiten
- Pfarrkirche, gewidmet Mariä Himmelfahrt. Die kleine Kirche wurde auf einem kleinen Hügel inmitten des Friedhofs gebaut. Ihr einschiffiges Langhaus wird mit einer halbrunden Apsis verlängert. Der imposante Glockengiebel wird von einem wuchtigen Strebewerk gesichert. Seine Glocken werden durch zwei kleine Vordächer geschützt. Der Zugang zur Kirche erfolgt über eine einfache, mit Nägeln beschlagene Tür, die von Werksteinen eingefasst ist.[8] Eine Empore aus Holz eröffnet die Möglichkeit, allen Mitgliedern der Pfarrgemeinde der kleinen Kirche einen Platz anzubieten. Im hinteren Bereich des Langhauses gelegen, erstreckt sich die Empore von der Nord- bis zur Südwand und wird von einer Säule im Mittelgang gestützt. Die Brüstung ist mit fein geschwungenen Balustern gearbeitet. Der Zugang zur Empore erfolgt aus Platzgründen über eine Außentreppe.[9] Ein Grabstein auf dem Fußboden des Langhauses erinnert daran, dass bedeutende Persönlichkeiten der Gemeinde und der Pfarrer in der Regel eine letzte Ruhestätte in der Pfarrkirche beanspruchen konnten. Außerdem konnten sich nur Wohlhabende eine schöne Grabplatte leisten. Aufgrund der Abnutzung erlaubt die Inschrift der Grabplatte in der Pfarrkirche von Orriule keinen Aufschluss über die Identität des oder der Verstorbenen. Lediglich die eingravierte Jahreszahl „1701“ und ein Kreuz sind zu erkennen.[10] Der Altar in Form eines Sarkophags ist aus massivem Holz. Seine Vorderseite ist verziert mit zwei Malteserkreuzen in einer Kartusche mit geschweiften Rändern.[11] Der Tabernakel ist mit sechs kleinen Schlangensäulen verziert. Ein Christusmonogramm, eine Weintraube und drei Weizenähren sind in seiner Tür eingraviert. In einer Nische im Chor befindet sich eine Madonnenstatue mit Jesuskind. In dieser Darstellung trägt Maria einen goldfarbenen Mantel und hält das Jesuskind vor sich hin.[8]

- Wassermühlen. Als das Privileg der Adeligen, exklusiv das Getreide zu für die ganze Bevölkerung mahlen, zu Beginn des 19. Jahrhunderts im Zuge der Französischen Revolution fiel, nahm die Anzahl der Wassermühlen in diesem von vielen Fließgewässern durchzogenen Landstrich zu. Die industriellen Umwälzungen veranlassten viele Müller jedoch, ihren Betrieb einzustellen. Die Mühle über dem Arriou Tort zeigt eine traditionelle Bauweise mit ihrem viereckigen Grundriss und dem massiven Walmdach. Mit einem kleinen Anbau an das kleine Wohnhaus zeigt sie deutlich ihre Funktion. Dies ist anders bei der Mühle über einem Zufluss des Saleys, deren Aufbau mit einem hohen Dach mit einer Katzenklappe zwischen den Flachziegeln und sorgfältig angeordneten Fenstern und Türen nichts von der ursprünglichen Funktion verrät. Beide Mühlen sind im Privatbesitz und nicht zu besichtigen.[12][13]

## Wirtschaft und Infrastruktur

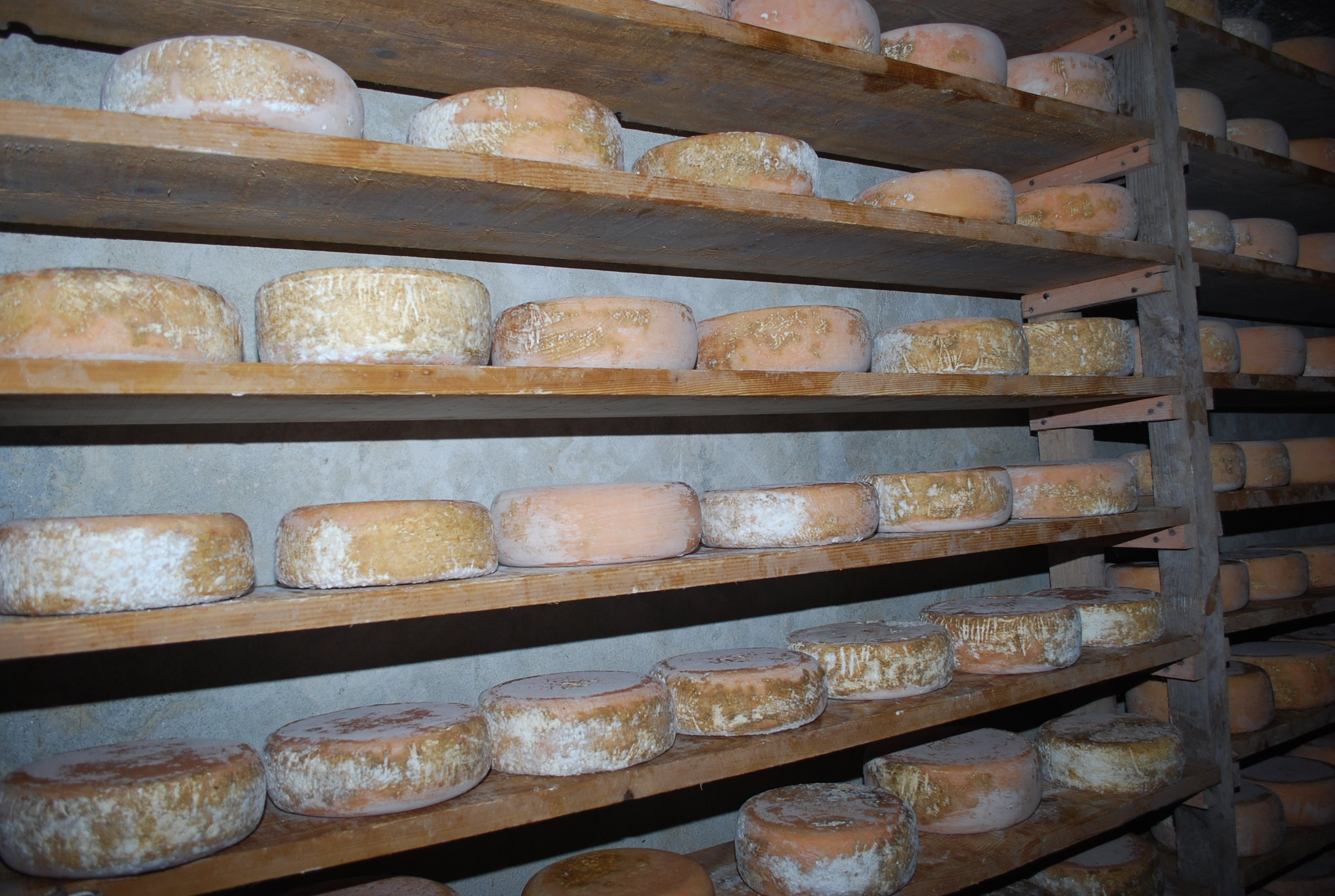
Ossau-Iraty

Landwirtschaft und Steinmetz- und Töpferhandwerke sind traditionell die wichtigsten wirtschaftlichen Aktivitäten der Gemeinde. Die Firma Carré aus Paris betreibt in Orriule eine handwerkliche Produktion von Keramik, genannt Grès du Colombier.
Orriule liegt in den Zonen AOC des Ossau-Iraty, eines traditionell hergestellten Schnittkäses aus Schafmilch, sowie der Schweinerasse und des Schinkens „Kintoa“.

### Bildung
Die Gemeinde verfügt über eine öffentliche Grundschule mit 13 Schülerinnen und Schülern im Schuljahr 2017/2018.

### Verkehr
Orriule wird durchquert von den Routes départementales 23 und 30.